# Joan Nesbit
Joan Nesbit Mabe (* 20. Januar 1962 in Fort Wayne, Indiana) ist eine ehemalige US-amerikanische Leichtathletin, die sich auf den Langstreckenlauf spezialisiert hat. Ihren größten Erfolg feierte sie mit dem Gewinn der Bronzemedaille über 3000 Meter bei den Hallenweltmeisterschaften 1995 in Barcelona. 

## Sportliche Laufbahn
Joan Nesbit wuchs in Charlotte, North Carolina auf und absolvierte ein Studium der amerikanischen Literatur an der University of North Carolina at Chapel Hill. 1984 siegte sie beim Falmouth Road Race. Erste internationale Erfahrungen sammelte sie im Jahr 1992, als sie beim IAAF World Cup in Havanna in 9:12,09 min den vierten Platz im 3000-Meter-Lauf belegte. 1995 startete sie über diese Distanz bei den Hallenweltmeisterschaften in Barcelona und gewann dort in 8:56,08 min die Bronzemedaille hinter der Rumänin Gabriela Szabo und ihrer Landsfrau Lynn Jennings. Nur kurz darauf gelangte sie bei den Crosslauf-Weltmeisterschaften in Durham nach 20:50 min Sechste im Einzelbewerb. Im Jahr darauf nahm sie an den Olympischen Sommerspielen in Atlanta teil und verpasste dort mit 32:33,48 min den Finaleinzug im 10.000-Meter-Lauf. Bei den Crosslauf-Weltmeisterschaften 1998 in Marrakesch lief sie nach 27:24 min auf dem 31. Platz im Einzelrennen ein und im Jahr darauf wurde sie bei den Crosslauf-Weltmeisterschaften in Belfast nach 30:44 min 55. Bis 2007 bestritt sie vereinzelz Wettkämpfe im Straßenlauf, ehe sie ihre aktive sportliche Karriere beendete. Neben ihrer aktiven Laufbahn war sie auch als Trainerin an der University of North Carolina tätig.
1996 wurde Nesbit US-amerikanische Hallenmeisterin im 3000-Meter-Lauf und 1995 wurde sie Landesmeisterin im Crosslauf.

## Persönliche Bestleistungen
- 3000 Meter: 8:51,92 min, 1992
  - 3000 Meter (Halle): 8:56,01 min, 2. März 1996 in Atlanta
- 5000 Meter: 15:24,68 min, 27. April 1995 in Philadelphia
- 10.000 Meter: 32:13,78 min, 25. April 1996 in Philadelphia
- 10-km-Straßenlauf: 33:09 min, 7. März 1998 in Greenville
- Halbmarathon: 1:21:42 h, 2. Februar 2002 in Hampton